# 清洲町
清洲町（きよすちょう）は、かつて愛知県西春日井郡に存在した町である。
2005年（平成17年）7月7日に西枇杷島町・新川町と合併し、清須市となった。

## 地理

### 河川
- 五条川

## 歴史
- 1889年 （明治22年）10月1日 - 町村制施行に伴い、西春日井郡清洲村の区域をもって成立。
- 1906年 （明治39年）7月16日 - 西春日井郡朝田村・一場村と新設合併し、改めて清洲町が発足。
- 1909年（明治42年）10月1日 - 中島郡大里村の一部（西市場）を編入。
- 1910年（明治43年）10月1日 - 海部郡甚目寺村の一部（廻間）を編入。
- 1943年（昭和18年）1月1日 - 海部郡甚目寺町の一部（土田・上条）を編入。
- 2005年（平成17年）7月7日 - 西春日井郡西枇杷島町・新川町と新設合併し、清須市が発足。同日清洲町廃止。

## 行政
- 町長：花木和彦（2001年5月4日〜2005年）

## 姉妹都市
- ヘレス・デ・ラ・フロンティラ市（スペイン）

## 教育

### 小学校
- 清洲町立清洲小学校
- 清洲町立東小学校

### 中学校
- 清洲町立清洲中学校

### 高等学校
- 愛知県立五条高等学校

## 交通

### 鉄道路線
町名を称した東海旅客鉄道（JR東海）東海道本線の清洲駅は、稲沢市に位置する。
- 名古屋鉄道
  - 名古屋本線：丸ノ内駅 - 新清洲駅

### 道路
- 東名阪自動車道（現・名古屋第二環状自動車道）：清洲西IC - 清洲東IC
- 国道22号（名岐バイパス）
- 国道302号（環状2号線）

## 名所・旧跡・観光スポット・祭事・催事
- 清洲城
- アルコ清洲
- 織田信長公顕彰祭（6月2日）
- 清須宿

## 出身有名人
- 鹿取洋子 - 歌手、タレント
- 鳥山明 - 漫画家[1]